# Kepler (cráter)
Kepler es un cráter lunar relativamente reciente en términos astronómicos que yace entre el Oceanus Procellarum al oeste y el Mare Insularum al este. Al sureste se encuentra el cráter Encke. Situado en las coordenadas 8,1º N, 38,0º W, tiene un diámetro de 29,49 kilómetros y una profundidad de 2,6 kilómetros. Su epónimo hace referencia a Johannes Kepler.
|  |

Kepler también es notable por su destacado sistema de marcas radiales que cubre el mar lunar circundante. Los rayos se extienden a lo largo de más de 300 kilómetros, superponiéndose a los rayos de otros cráteres. Presenta una pequeña rampa de materiales eyectados rodeando el exterior de su elevado brocal. La pared exterior no es especialmente circular, y posee una forma ligeramente poligonal. Las paredes interiores de Kepler se han desplomado ligeramente, formando perfiles parcialmente aterrazados que descienden hacia un suelo desigual con una elevación central reducida.
Uno de los rayos de Tycho que se extiende a través del Oceanus Procellarum cruza este cráter. Este hecho fue un factor considerado en la elección del nombre del cráter cuando Giovanni Riccioli estaba creando su sistema de nomenclatura lunar, ya que Kepler usó las observaciones de Tycho Brahe para descubrir sus tres leyes del movimiento planetario. En los mapas de Riccioli, este cráter se llamaba "Keplerus", y la falda circundante del terreno con albedo más alto se denominaba "Insulara Ventorum" (Isla de los Vientos).
Debido a sus rayos prominentes, Kepler se incluye como parte del Período Copernicano.

## Cráteres satélite

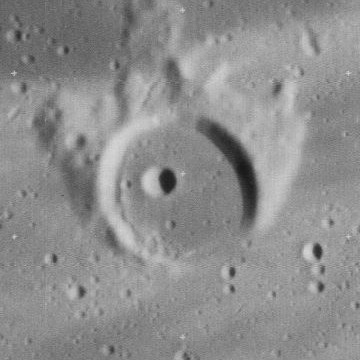
Cráter satélite Kepler D

Por convención estos elementos son identificados en los mapas lunares poniendo la letra en el lado del punto medio del cráter que está más cerca de Kepler.
|        | \| Kepler \| Coordenadas \| Diámetro \| \| ------ \| ----------------------------- \| -------- \| \| A \| 7°12′N 36°06′O / 7.2, -36.1 \| 11 km \| \| B \| 7°48′N 35°18′O / 7.8, -35.3 \| 7 km \| \| C \| 10°00′N 41°48′O / 10.0, -41.8 \| 11 km \| \| D \| 7°24′N 41°54′O / 7.4, -41.9 \| 10 km \| \| E \| 7°24′N 43°54′O / 7.4, -43.9 \| 6 km \| \| F \| 8°18′N 39°00′O / 8.3, -39.0 \| 7 km \| \| P \| 12°12′N 34°00′O / 12.2, -34.0 \| 4 km \| \| T \| 9°00′N 34°36′O / 9.0, -34.6 \| 3 km \| |          |
| Kepler | Coordenadas | Diámetro |
| A      | 7°12′N 36°06′O / 7.2, -36.1 | 11 km    |
| B      | 7°48′N 35°18′O / 7.8, -35.3 | 7 km     |
| C      | 10°00′N 41°48′O / 10.0, -41.8 | 11 km    |
| D      | 7°24′N 41°54′O / 7.4, -41.9 | 10 km    |
| E      | 7°24′N 43°54′O / 7.4, -43.9 | 6 km     |
| F      | 8°18′N 39°00′O / 8.3, -39.0 | 7 km     |
| P      | 12°12′N 34°00′O / 12.2, -34.0 | 4 km     |
| T      | 9°00′N 34°36′O / 9.0, -34.6 | 3 km     |